# James Hamilton, 2:e hertig av Abercorn
James Hamilton, 2:e hertig av Abercorn, född 24 augusti 1838 i Brighton, död 3 januari 1913 i London, var en brittisk hertig som var son till James Hamilton, 1:e hertig av Abercorn. 
Gift 1869 i London med lady Mary Anna Curzon (1848–1929), dotter till Richard Curzon-Howe, 1:e earl Howe. 
Hertigen var konservativ parlamentsledamot 1860–1880. Han tjänstgjorde dessutom som Lord of the Bedchamber (kammarherre) hos prinsen av Wales (Edvard VII) mellan 1866 och 1885.

## Barn
- James Hamilton, 3:e hertig av Abercorn (1869–1953); gift 1894 med Lady Rosalind Bingham (1869–1958)
- Lady Alexandra Phyllis Hamilton (1876–10 oktober 1918, omkom när HMS Leinster torpederades)
- Lady Gladys Mary Hamilton (1880–1917); gift 1902 med Ralph Francis Howard, 7:e earl av Wicklow (1877–1946)
- Lord Arthur Hamilton (1883–1914, omkom i 1:a världskriget, 6 november 1914)
- Lord Claud Nigel Hamilton (1889–1975); gift 1933 med Violet Ruby Ashton (d. 1984)

### Fotnoter
1. 1 2  Darryl Roger Lundy, The Peerage, The Peerage person-ID: p10104.htm#i101033, läst: 9 oktober 2017.[källa från Wikidata]
2. 1 2  flera författare, Dictionary of Irish Biography, Royal Irish Academy, id-nummer i Dictionary of Irish Biography: 003751, läs online.[källa från Wikidata]
3. ↑  Hansard 1803–2005, Hansard-ID (1803-2005): viscount-hamilton, läst: 22 april 2022.[källa från Wikidata]
4. 1 2 3 4  Hansard 1803–2005.[källa från Wikidata]
5. 1 2 3 4 5 6  Kindred Britain, läs online.[källa från Wikidata]
6. ↑  The Peerage person-ID: p10104.htm#i101033, läst: 7 augusti 2020.[källa från Wikidata]
7. 1 2 3 4 5 6 7 8  Darryl Roger Lundy, The Peerage.[källa från Wikidata]